# Memory of the World
Het Memory of the World-programma is een internationaal initiatief van de UNESCO opgestart in 1992 om waardevolle archieven, bibliotheekcollecties en individuele werken te conserveren en te beschermen tegen collectief geheugenverlies, verwaarlozing, onverschilligheid, het effect van de tijd, klimaat- en weersomstandigheden en moedwillige vernietiging. 
Het programma Memory of the World wil belangrijke bedreigde en unieke documenten en collecties beschermen en beoogt ook het terug bij elkaar brengen van uiteengevallen collecties. Daarnaast is het ook de bedoeling dat deze documenten toegankelijk worden gemaakt voor de volkeren van de wereld. Deze doelstellingen moeten bereikt worden via bestaande instanties op nationaal en regionaal niveau.
Het programma overkoepelt meerdere soorten kennis en disciplines. Het brengt de meningen en inzichten van archivarissen, bibliothecarissen, museologen en anderen bij elkaar met de bedoeling netwerken te creëren waarbinnen experts met elkaar informatie kunnen uitwisselen om het materiaal te beschermen, te digitaliseren en te verspreiden.
In het document General Guidelines to Safeguard Documentary Heritage uit februari 2002 wordt "Memory of the world" gedefinieerd als "het gedocumenteerde, collectieve geheugen van de volkeren van de wereld (...) dat een groot deel van de culturele erfenis van de wereld vertegenwoordigt."

## Achtergrond
Het Memory of the World-programma werd 1992 opgestart door de UNESCO met de bedoeling om documentenerfgoed, dat de diversiteit van talen, volkeren en culturen weerspiegelt, te bewaren en te promoten. Veel van deze documenten zijn fragiel en men wil voorkomen dat belangrijk materiaal verloren gaat. De aanzet voor het programma kwam oorspronkelijk van de vaststelling dat de staat van conservatie van en de toegang tot het documentenerfgoed in verscheidene delen van de wereld precair was. De eerste inschrijvingen in het Memory of the World Register van UNESCO vonden plaats na 1995. Na de succesvolle oprichting van het register hebben UNESCO en het Memory of the World Programme de oprichting aangemoedigd van nationale en regionale organisaties en comités en van nationale en regionale registers, die zich moeten richten op documentair erfgoed van groot nationaal of regionaal belang, maar niet noodzakelijkerwijs van mondiaal belang. Sinds 1 november heeft Nederland ook een nationaal Memory of the World Register.

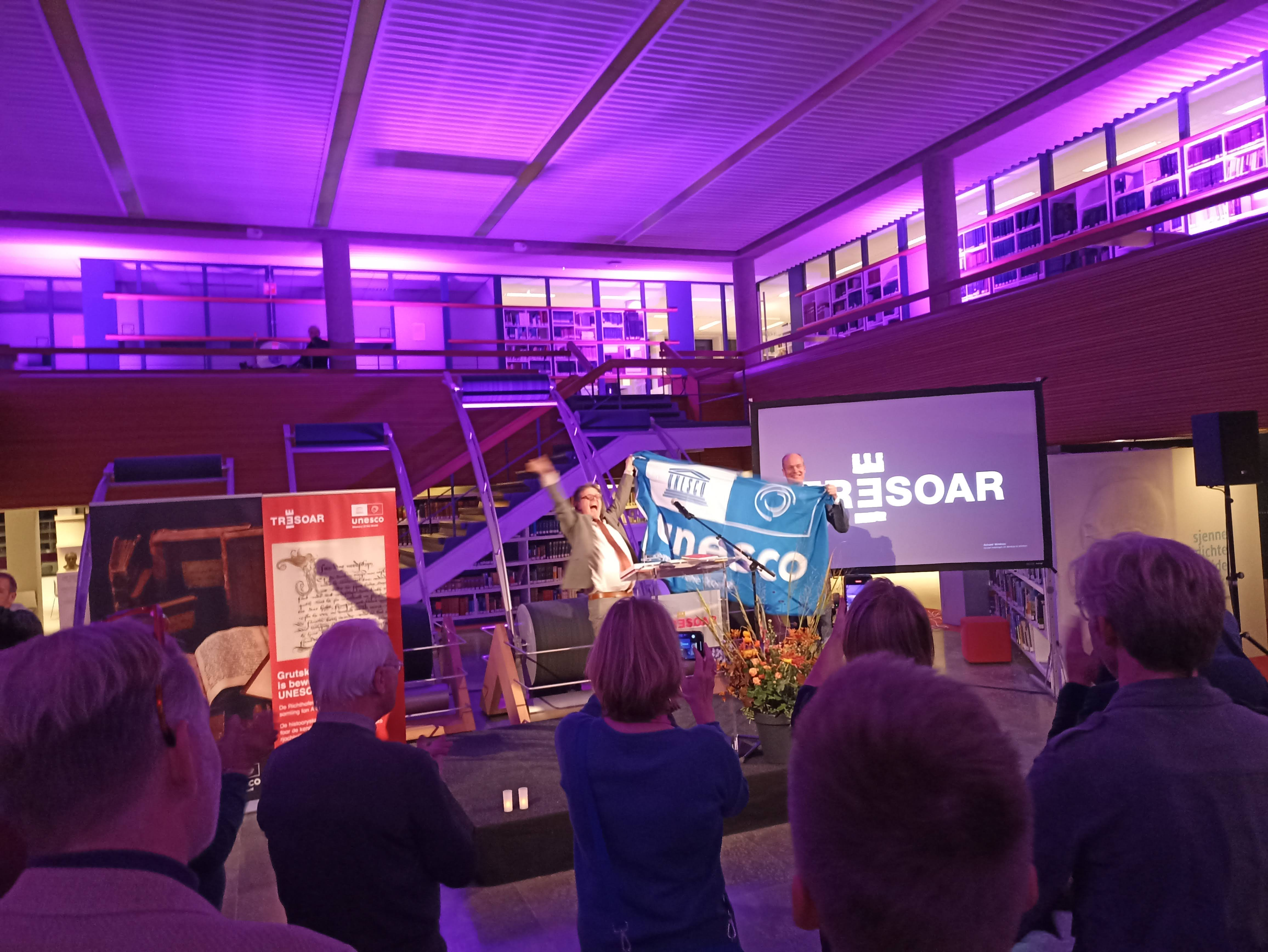
De Lancering van het Nederlands Memory of the World register bij Tresoar met het toetreden van de Richthofen-kolleksje tot dat register

## Doelstellingen
Volgens de visie van het programma moet het werelderfgoed van documenten volledig bewaard en beschermd worden en moet het, met aandacht en respect voor culturele zeden en gebruiken, zonder obstructie permanent toegankelijk zijn voor iedereen.
De missie wordt in drie punten samengevat:
- Het conserveren van het werelderfgoed vergemakkelijken met de meest passende technieken, zowel via het verlenen van praktische assistentie als het verschaffen van raad en informatie.
- Bijstaan in het universeel toegankelijk maken van de documenten, met de nodige aandacht voor culturele gevoeligheden en eigendomsrechten.
- Wereldwijd zorgen voor meer aandacht voor het bestaan en de betekenis van documenten die een deel van ons erfgoed zijn.

## Definitie van "documentenerfgoed"
Documentenerfgoed wordt volgens het programma als volgt gedefinieerd:
- verplaatsbaar
- bestaande uit tekens/codes, geluiden en/of beelden
- bewaarbaar (de dragers zijn niet-levend)
- reproduceerbaar
- het product van een welbewust documenteringsproces

Deze definitie sluit dus elementen uit die deel uitmaken van bijvoorbeeld gebouwen, voorwerpen waarop codes/tekens staan die niet direct een verband hebben met de functie van het voorwerp of voorwerpen die ontworpen werden als niet-reproduceerbare originelen, zoals schilderijen of andere kunstvoorwerpen.
Een document bestaat uit twee componenten: de inhoud en de drager. Deze kunnen van velerlei vorm zijn, maar zijn beide even belangrijk. Documentenerfgoed omvat dus onder andere tekstdocumenten, tekeningen, kaarten, muziek, films, geluidsbanden en foto's.

## Werelderfgoedlijst voor documenten
De Werelderfgoedlijst voor documenten (Eng: Memory of the World Register) is waarschijnlijk het meest zichtbare gedeelte van het Memory of the World-programma en verenigt documenten die deel uitmaken van de erfenis van de wereld, net zoals de Werelderfgoedlijst dat doet voor sites met een uitzonderlijke waarde. Zowel één enkel document als een groep documenten zoals een collectie of een archief komen in aanmerking voor inschrijving op de Werelderfgoedlijst voor Documenten. Zij moeten dermate belangrijk worden geacht dat zij de grenzen van tijd en cultuur overstijgen en de diversiteit van talen, volkeren en culturen weerspiegelen. Dit kunnen verzamelingen van documenten, manuscripten, mondelinge tradities, audiovisueel materiaal en bibliotheekcollecties van universele waarde zijn. 

### International Advisory Committee
De inschrijvingen worden behandeld door het International Advisory Committee (IAC), een comité met 14 leden, vooraanstaande specialisten, aangesteld door de Directeur-Generaal van de UNESCO. Nominaties mogen worden gemaakt door een persoon of een organisatie, rechtstreeks aan het IAC of via een regionaal of nationaal comité.
Het comité voorziet de technische, wettelijke en financiële omkadering voor het programma en maakt belangrijke beleidsbeslissingen. Het draagt de verantwoordelijkheid om het programma in zijn geheel de besturen, zowel wat planning als uitvoering aangaat. Het maakt ook aanbevelingen aan de Directeur-generaal in verband met het programma. Daarnaast update het IAC ook de regels voor de Werelderfgoedlijst voor Documenten en is het verantwoordelijk voor het inschrijven en verwijderen van documenten op de Werelderfgoedlijst.
In de beginjaren organiseerde het IAC twee belangrijke bijeenkomsten:
1. 1993: in Pułtusk (Polen) werd een nieuwe globale aanpak aangenomen in verband met de problemen van conservatie en toegankelijkheid van de documenten.
2. 1995: in Parijs werden aanbevelingen gemaakt om de Werelderfgoedlijst voor Documenten te creëren. Men besprak er de principes voor de creatie van een dergelijke lijst en de basiscriteria die zouden gebruikt worden voor de evaluatie van documenten ter inschrijving op de Lijst.

Het IAC heeft ook enkele ondergeschikte organen:
- Het Bureau, bestaande uit de voorzitter, drie vicevoorzitters en een rapporteur van het IAC. Zij vormen een bureau dat in functie is tussen de tweejaarlijkse bijeenkomsten van het comité en moeten als voornaamste taak een overzicht bewaren over het programma en tactische beslissingen maken met het Secretariaat. Het Bureau onderhoudt ook contact met nationale comités en controleert het gebruik van het Memory of the World-logo.
- Het Technical Sub-committee (technische subcomité) ontwikkelt, herziet en verspreidt informatiegidsen over de conservatie van documentenerfgoed. Het geeft ook advies in verband met conservatie op vragen van instituten of individuen.
- Het Marketing Sub-committee (marketingsubcomité) ontwikkelt strategieën om meer aandacht en financiële steun te genereren. Het stelt marketingplannen op en richtlijnen voor het gebruik van het Memory of the World-logo.
- Het Register Sub-committee (registratiesubcomité) overziet de beoordeling van nominaties voor de Werelderfgoedlijst voor Documenten en geeft aanbevelingen over inschrijving of verwerping.

### Selectiecriteria
Het IAC heeft criteria opgesteld die moeten bekeken worden bij het inschrijven van documenten op de erfgoedlijst.
- Het eerste criterium is authenticiteit. Het document mag geen vervalsing, kopie of hoax zijn.

- Ten tweede moet het IAC ervan overtuigd zijn dat het document van wereldbelang is. Het moet uniek en onvervangbaar zijn. Het verlies van het document moet een verarming zijn van het menselijk erfgoed. Het document moet gedurende een bepaalde tijdsperiode en/of binnen een bepaald cultureel gebied van de wereld invloedrijk geweest zijn.

- Ten derde moet het wereldbelang worden aangetoond doordat het document beantwoordt aan één of meerdere van onderstaande criteria:

1. Tijd - Absolute leeftijd maakt een document niet belangrijk. Sommige documenten zijn een weerspiegeling van hun tijd (vb. crisis, sociale of culturele verandering). Een document kan een voorbeeld zijn van een nieuwe ontdekking of het eerste van zijn soort zijn.
2. Plaats - De plaats van ontstaan is een belangrijk element van het belang van het document. Het kan cruciale informatie bevatten over een plaats die belangrijk is in de wereldgeschiedenis en -cultuur. De plaats kan ook zelf een belangrijke invloed geweest zijn op gebeurtenissen of fenomenen die in het document zijn beschreven. Het kan beschrijvingen bevatten van omgevingen, steden of instituties die verdwenen zijn.
3. Mensen - De sociale en culturele context van het ontstaan van het document kan belangrijke aspecten weerspiegelen van menselijk gedrag of van sociale, industriële, artistieke of politieke ontwikkeling. Het kan de essentie bevatten van belangrijke bewegingen, overgangen, vooruitgang of achteruitgang. Het kan de invloed tonen van sleutelfiguren of groepen.
4. Onderwerp en thema - Het onderwerp kan een voorbeeld zijn van specifieke historische of intellectuele ontwikkelingen in de natuurwetenschappen en de sociale en humane wetenschappen, de politiek, ideologie, de sport en de kunst.
5. Vorm en stijl - Het document moet een uitzonderlijk esthetische, stilistische of linguïstische waarde hebben, moet typisch zijn voor of een typevoorbeeld zijn van een bepaalde soort voorstelling, van een bepaald soort gebruik of medium, of van een verdwenen of nog maar zelden gebruikt(e) drager of formaat.
6. Betekenis op sociaal of spiritueel niveau of op het niveau van de gemeenschap - Het document moest een betekenis hebben op het vlak van spirituele of heilige waarden. Het laat een specifieke gemeenschap toe haar emotionele band met het document te tonen omwille van de manier waarop dit bijdraagt tot de identiteit van die gemeenschap en haar sociale cohesie. De toepassing van dit criterium moet gebaseerd zijn op een levende betekenis: het document moet een emotionele betekenis hebben voor mensen die nu leven. Wanneer diegene die het document vereren voor zijn sociale of spirituele betekenis of zijn betekenis voor de gemeenschap, verdwenen zijn, verliest het document zijn specifieke betekenis en kan het eventueel historische betekenis verwerven.

Daarbij moeten nog vier andere criteria worden betrokken:
1. Zeldzaamheid - Is het document door zijn inhoud of zijn aard een zeldzaam overblijfsel van zijn tijd of zijn soort?
2. Volledigheid - Is het document compleet of gedeeltelijk bewaard? Is het veranderd of beschadigd?
3. Bedreiging - Is het voortbestaan van het document bedreigd? Als het veilig is, moet dan waakzaamheid worden geboden om de veiligheid te waarborgen?
4. Beheersplan - Is er een plan dat het belang van het document weerspiegelt, met de aangepaste strategieën om het te beschermen en toegankelijk te maken?

## IAC-vergaderingen
De bijeenkomsten van het IAC vinden om de twee jaar plaats. De laatste bijeenkomst was in 2017, in Parijs.
| IAC-vergadering        | Jaar | Plaats                                  | Datum                    | IAC-voorzitter                                  | Aantal inschrijvingen |
| ---------------------- | ---- | --------------------------------------- | ------------------------ | ----------------------------------------------- | --------------------- |
| 1                      | 1993 | Pułtusk, Polen                          | 12-14 september          | Jean-Pierre Wallot (Canada)                     | geen                  |
| 2                      | 1995 | Parijs, Frankrijk                       | 3-5 mei                  | Jean-Pierre Wallot (Canada)                     | geen                  |
| 3                      | 1997 | Tasjkent, Oezbekistan                   | 29 september - 1 oktober | Jean-Pierre Wallot (Canada)                     | 38                    |
| Vergadering van Bureau | 1998 | Londen,Verenigd Koninkrijk              | 4-5 september            | Jean-Pierre Wallot (Canada)                     | geen                  |
| 4                      | 1999 | Wenen, Oostenrijk                       | 10-12 juni               | Bendik Rugaas (Noorwegen)                       | 9                     |
| 5                      | 2001 | Cheongju, Zuid-Korea                    | 27-29 juni               | Bendik Rugaas (Noorwegen)                       | 21                    |
| 6                      | 2003 | Gdańsk, Polen                           | 28-30 augustus           | Ekaterina Genieva (Rusland)                     | 23                    |
| 7                      | 2005 | Lijiang, China                          | 13-18 juni               | Deanna Marcum (Verenigde Staten)                | 29                    |
| 8                      | 2007 | Pretoria, Zuid-Afrika                   | 11-15 juni               | Alissandra Cummins (Barbados)                   | 38                    |
| 9                      | 2009 | Bridgetown, Barbados                    | 27-31 juli               | Roslyn Russell (Australië)                      | 35                    |
| 10                     | 2011 | Manchester, Verenigd Koninkrijk         | 22-25 mei                | Roslyn Russell (Australië)                      | 45                    |
| 11                     | 2013 | Gwangju, Zuid-Korea                     | 18-21 juni               | Roslyn Russell (Australië)                      | 55                    |
| 12                     | 2015 | Abu Dhabi, Verenigde Arabische Emiraten | 4-6 oktober              | Abdulla El Reyes (Verenigde Arabische Emiraten) | 48                    |
| 13                     | 2017 | Parijs, Frankrijk                       | 27 oktober               | Abdulla El Reyes (Verenigde Arabische Emiraten) | 78                    |

## Jikji-prijs

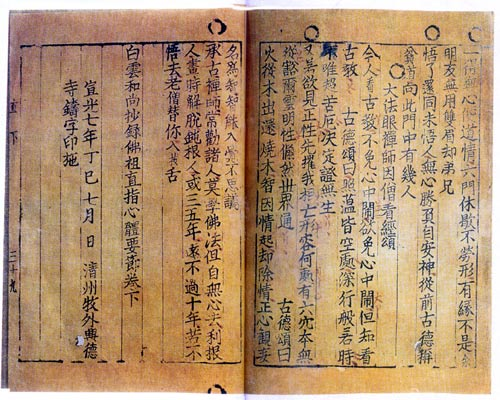
De Buljojikjishimchyejojeol, ingeschreven op de Werelderfgoedlijst voor documenten in 2001

De Jikji-prijs werd in april 2004 ingericht met de bedoeling het Memory of the World-programma te promoten en om de inschrijving in 2001 te herdenken van de "Buljojikjishimchyejojeol", het oudste bestaande boek dat met metalen letters is gedrukt.
De prijs wordt om de twee jaar uitgereikt aan individuen of organisaties die een belangrijke bijdrage hebben geleverd aan het conserveren en openbaar maken van het documentenerfgoed. De prijs, die 30.000 dollar bedraagt, en de kosten van de uitreikingsceremonie worden gesponsord door Zuid-Korea. Nominaties voor de prijs moeten worden voorgelegd aan de Directeur-generaal van de Unesco.
| Jaar | Winnaar                                                                     |
| ---- | --------------------------------------------------------------------------- |
| 2005 | Nationale Bibliotheek van Tsjechië                                          |
| 2007 | Phonogrammarchiv, Oostenrijkse Academie voor Wetenschappen                  |
| 2009 | Nationaal Archief van Maleisië                                              |
| 2011 | Nationaal Archief van Australië                                             |
| 2013 | ADABI (Apoyo al Desarrollo de Archivos y Bibliotecas)                       |
| 2016 | Iberarchivos-programma voor de ontwikkeling van Ibero-Amerikaanse archieven |